# Corea de Sydenham
La corea de Sydenham —también conocida como "corea menor", "mal de San Vito" o "baile de San Vito", chorea sancti viti, "corea aguda" o "corea reumática"— es una enfermedad infecciosa del sistema nervioso central, debida a una fiebre reumática posterior a una faringoamigdalitis producida por la bacteria Streptococcus pyogenes. Algunos casos raros pueden estar asociados con el embarazo, y en este caso se denominan "corea gravídica" o chorea gravidarum.
No debe confundírsela con la corea de Huntington, que es una enfermedad degenerativa y no infecciosa. También es fácil confundirla con otras enfermedades no relacionadas, como por ejemplo el lupus eritematoso. Esto aumenta la importancia de un correcto diagnóstico diferencial.

## Eponimia
La enfermedad lleva el nombre del médico Thomas Sydenham (1624-1689), llamado "el Hipócrates inglés". Sin embargo, había sido descrita antes que él por el alemán Gregor Horstius.

## Etimología
El término latino chorea, a su vez del griego khoreia (χορεία), proviene de la misma raíz que coro (khoros, χορός), corista, coreuta y coreografía, y hace referencia a los movimientos involuntarios de la enfermedad, que simulan una danza violenta.

## Historia

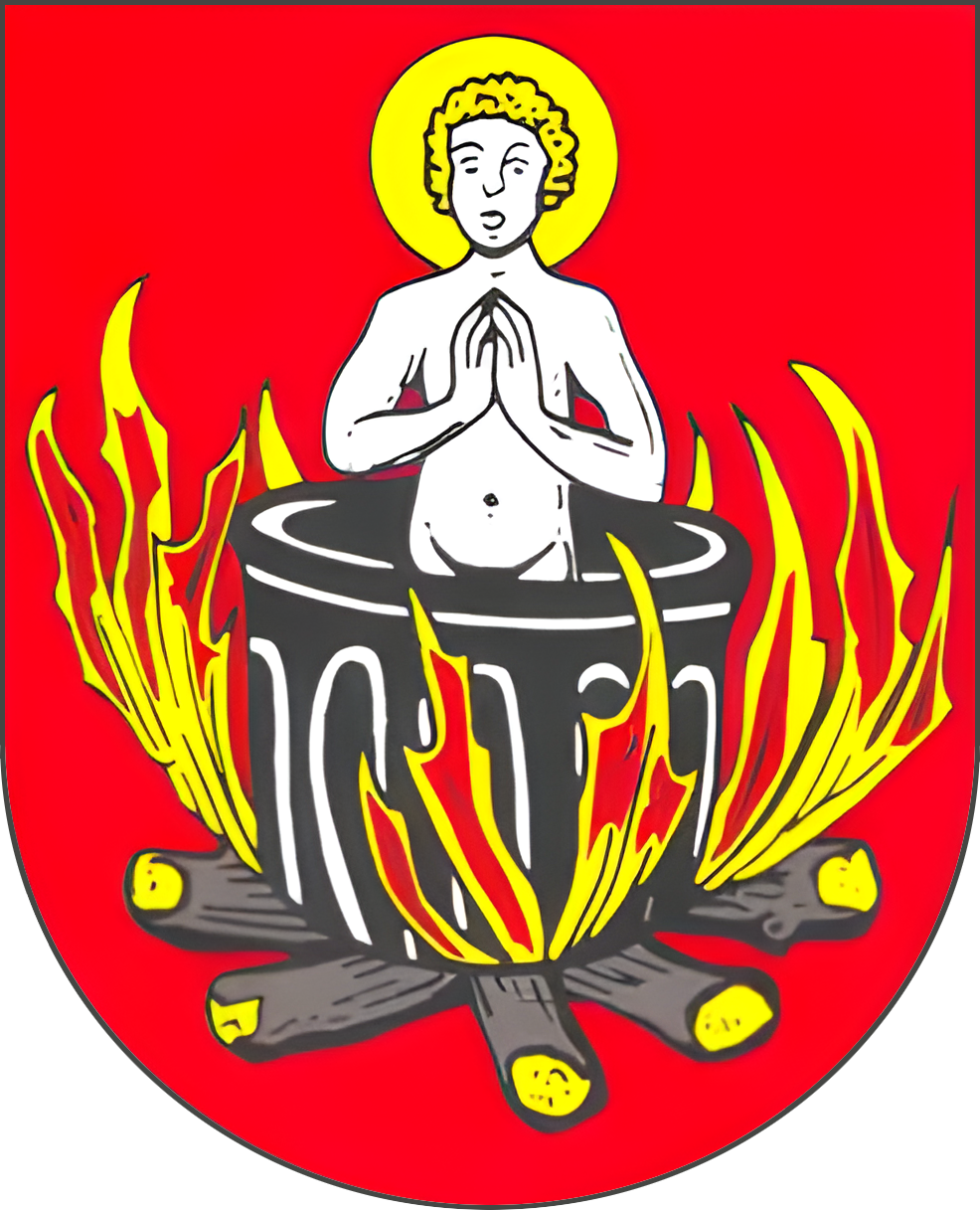
Escudo de armas de San Vito. La imagen lo muestra en el momento de su muerte, hervido en un caldero. Se lo invocaba para evitar la corea. Su cuerpo se conserva en Omegna.

La expresión chorea sancti viti se refirió a una manía danzante, trastorno histérico que parece haber sido muy común en los siglos XV y XVI. Se llamó a estos episodios psiquiátricos chorea magna ("corea mayor"), reservándose el nombre de chorea minor (corea menor) para lo que hoy conocemos como corea de Sydenham. Al haber desaparecido el baile de San Vito como entidad clínica, hoy se utiliza el nombre de "corea mayor" como sinónimo de la corea de Huntington.
Es posible que la corea menor haya sido observada por Theophrastus Philippus Aureolus Bombastus von Hohenheim, llamado Paracelso (1493-1541), quien la bautizó chorea naturalis ("corea natural"), aunque puede haberse referido a la enfermedad mental.
La corea menor fue tipificada en 1625 por Horstius, pero la descripción más completa y precisa fue publicada en 1686 por Sydenham, a consecuencia de lo cual la enfermedad lleva hoy su nombre.
Es altamente improbable que Horstius o Sydenham hayan visto jamás un caso verdadero de baile de San Vito (como síntoma histérico) puesto que el mismo había desaparecido para el tiempo en que vivieron. Por lo tanto, se asume que sus descripciones se refieren a la corea menor.

## Clasificación
El mal forma parte del grupo patológico denominado "desórdenes autoinmunes neuropsiquiátricos pediátricos asociados con infección estreptocócica" (PANDAS por sus siglas en inglés), y se clasifica de la siguiente manera:
- Trastornos neurológicos (enfermedades del sistema nervioso).
- Disquinesias (movimientos involuntarios anormales).
- Coreas (contracciones irregulares arrítmicas).
- Coreas secundarias (debidas a otro trastorno).
- Coreas secundarias infecciosas (producidas por microorganismos).
- Coreas secundarias infecciosas reumáticas (a causa de la fiebre reumática producida por Streptococcus).

## Prevalencia
Ha sido incluida oficialmente en la categoría de las enfermedades raras porque afecta a menos de 200 000 personas en los Estados Unidos.
Antiguamente se creía que este tipo de corea afectaba al 50 % de los pacientes de fiebres reumáticas. Las cifras más recientes reducen este porcentaje a un 26 %. Como las infecciones a estreptococos se encuentran en regresión en los países desarrollados, solo representan un problema grave en los países emergentes.
De los pacientes con estreptococo, solo entre el 1 y el 3 % desarrollan fiebre reumática, por lo que la incidencia es de 0,5 sobre 100 000 habitantes de entre 5 y 17 años de edad. La enfermedad solo tiene predilección por este rango etario; no discrimina por otros parámetros como etnia o clase social. Los nódulos o las erupciones características aparecen solo en el 10 % de los afectados.
El 20 % de los pacientes diagnosticados sufren una recidiva.

## Epidemiología

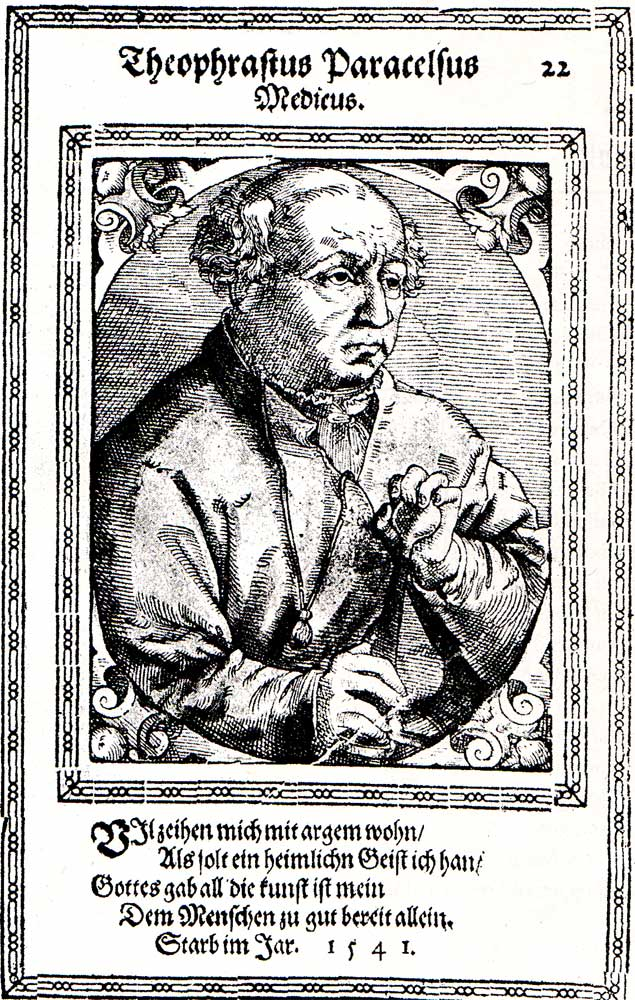
Paracelso, quien describió por primera vez la Chorea naturalis.

Como enfermedad asociada a la fiebre reumática aguda, la corea de Sydenham ha venido declinando drásticamente desde sus orígenes en el siglo XV. Con la invención de los antibióticos y su uso para tratar las estreptococosis, su incidencia en los países industrializados se ha reducido en gran medida. A pesar de ello, ha habido dos grandes epidemias en las Estados Unidos en años recientes. La causa de esto es desconocida.
Sin embargo, aún representa un problema en los países en vías de desarrollo. En Brasil, por ejemplo, más del 50 % de las cirugías cardíacas se practican para corregir secuelas dejadas por la fiebre reumática. El 80 % de los pacientes de esta corea a nivel mundial sufren lesiones cardíacas.
Esta corea se observa en niños y adolescentes entre los 5 y 15 años. La edad promedio de la aparición de los síntomas es de 9,7 años. El 20 % de los pacientes sufre un segundo ataque de la enfermedad, dentro de los dos años subsiguientes a la resolución del primero. Ataca al doble de mujeres que de hombres, y por ello se ha sugerido que las hormonas sexuales (particularmente los estrógenos) pueden jugar un papel en el desarrollo del síndrome.
La forma gravídica es común en mujeres que han sufrido fiebre reumática en la infancia, o que han sido tratadas con terapias estrogénicas, anticonceptivos orales que contengan estrógenos o con anticonvulsivos del tipo de la fenitoína.

## Causas
La etiología íntima de la corea de Sydenham no se conoce. Aparentemente, se trata de una respuesta inflamatoria autoinmune o mediada por anticuerpos, que involucra ciertas regiones de los ganglios basales.

## Anatomía patológica
Se ha demostrado que los pacientes presentan un metabolismo anormalmente elevado en ciertas áreas del cerebro, que posiblemente reflejen la hiperactividad del proceso autoinmune. La tomografía de emisión de positrones muestra un alto nivel metabólico de la glucosa en el striatum y otras estructuras basales, que se revierte al mejorar el estado clínico del paciente. La resonancia magnética nuclear evidencia agrandamientos del núcleo caudado, el globo pálido y el putamen.

## Patogenia
Los pacientes que presentan Sydenham han sufrido previamente de fiebres reumáticas, consecuencia de una adenitis, faringitis o adenofaringitis producida por Streptococcus pyogenes, una bacteria común. S. pyogenes pertenece al grupo A de los estreptococos β-hemolíticos.
La fiebre reumática es una reacción inflamatoria tardía a este tipo de cocos, que aparentemente exige una predisposición genética, ya que ciertas familias presentan un factor de riesgo más alto que la población general.
Además de los factores hereditarios, se cree que existen factores ambientales predisponentes, como el hacinamiento y la desnutrición. El factor estrogénico es muy sospechoso, ya que la mayoría de los afectados son mujeres en torno a la pubertad.
Los mecanismos específicos por los cuales la bacteria produce la fiebre reumática y ésta genera corea es desconocido, pero la evidencia sugiere que los anticuerpos producidos para luchar con la infección atacan a ciertas áreas del sistema nervioso. Esto puede ocurrir si alguna de las proteínas presentes en el coco se encuentra también en ciertas células propias, haciendo que el sistema inmune humano sea incapaz de distinguir entre ambas y las ataque por igual. Esta teoría se ve apoyada por el hecho de que —en los pacientes afectados— las proteínas M del estreptococo gatillan la producción de anticuerpos antineuronales, y que ambos reaccionan entre sí en el cerebro. La proteína M del grupo A de los estreptococos β-hemolíticos contiene numerosas secuencias de aminoácidos que están también presentes en tejidos humanos. Además, anticuerpos como, por ejemplo, la inmunoglobulina G interactúan con los antígenos neuronales a nivel del núcleo caudado y el núcleo subtalámico en estos pacientes.

## Cuadro clínico
El dolor y la irritación de garganta suelen preceder a las manifestaciones clínicas de la corea en sí. Esto se debe a la infección orofaríngea con S. pyogenes. Transcurridas entre 1 y 5 semanas, se presentan síntomas súbitos y agudos de fiebre reumática.
Normalmente, el primer y principal síntoma concreto de la corea de Sydenham suele referirse a cambios inexplicables en el trazo de la letra manuscrita.
Los signos coreicos consisten en contracciones incontrolables y espasmódicas de diversos grupos musculares, carentes de eficacia y similares a fasciculaciones (estas últimas no producen desplazamiento de la articulación). Casi siempre, el paciente ha perdido la motricidad fina en los dedos y las manos, lo que explica los cambios patológicos en la escritura manual.
Los movimientos coreicos son continuos, incesantes, reiterativos y, si bien suelen localizarse en los miembros, no es raro observarlos también en cara y cuello. Este fenómeno es más común en la forma gravídica. Si bien normalmente no afectan gravemente la vida del individuo, en los casos severos pueden provocar trastornos del habla, de la locomoción, el uso de los brazos, y, en general, trastornar la capacidad física del paciente.
Las manifestaciones clínicas pueden incluir, asimismo, disturbios emocionales o mentales: pérdida del control emocional, ataques injustificados de llanto o risa, así como trastornos obsesivos-compulsivos.

## Diagnóstico

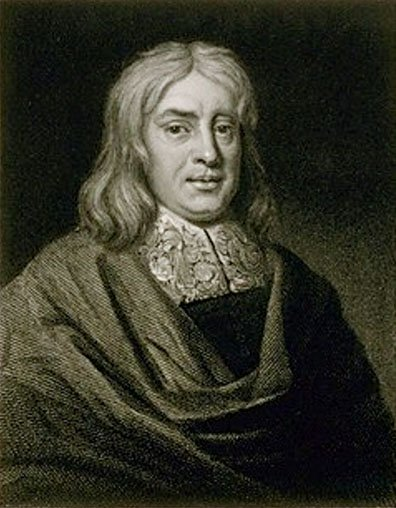
Thomas Sydenham, quien mejor describió la enfermedad en el siglo XVII.

No siempre es fácil diagnosticar la corea de Sydenham. Como la infección original puede preceder hasta en 6 meses o más la aparición de síntomas coreicos, casi nunca el paciente o sus padres recuerdan una amigdalitis o una faringitis previa. Dado que normalmente no hay secuelas clínicamente visibles de una estreptococosis de esa data, deben efectuarse los siguientes tests diagnósticos:

### Diagnóstico de infección porS. pyogenes
- Analizar los niveles sanguíneos de anticuerpos para S. pyogenes, por ejemplo, antiestreptolisina 0 (AS0). Aunque el 80 % de los pacientes con fiebres reumáticas muestran niveles elevados de AS0, existen casos en donde este ensayo da negativo.
- Para descartar la estreptococosis con AS0 negativo, es necesario practicar un cultivo de exudado de fauces. Se obtiene material orofaríngeo mediante un hisopado y se cultiva en un laboratorio para verificar si hay crecimiento de estreptococos betahemolíticos del grupo A. Este ensayo tampoco es definitivo, porque si bien la mayoría de los pacientes con faringitis, fiebre reumática o corea dan positivos, suelen verse resultados negativos con la enfermedad claramente establecida.[2] Simétricamente, de un 60 a un 80 % de los adolescentes sanos y asintomáticos —sin corea, fiebre reumática ni faringitis— arrojan resultados positivos.
- Test de eritrosedimentación. Mide el depósito de sedimentación de glóbulos rojos en una muestra de sangre centrifugada. Un resultado alto en este ensayo prueba un proceso inflamatorio presente. Aunque los resultados son altos en pacientes con fiebre reumática de meses de evolución, también la eritrosedimentación puede dar negativa al presentarse los signos coreicos.

La infección con estreptococos se considera confirmada, además, en aquellos pacientes de fiebre reumática que están cursando el segundo asalto de la enfermedad, o que presentan antecedentes de enfermedad valvular cardíaca de naturaleza reumática. Si marcan positivo para un criterio mayor o dos menores (de los que se explican a continuación), la infección se considera probada.

### Diagnóstico de fiebre reumática

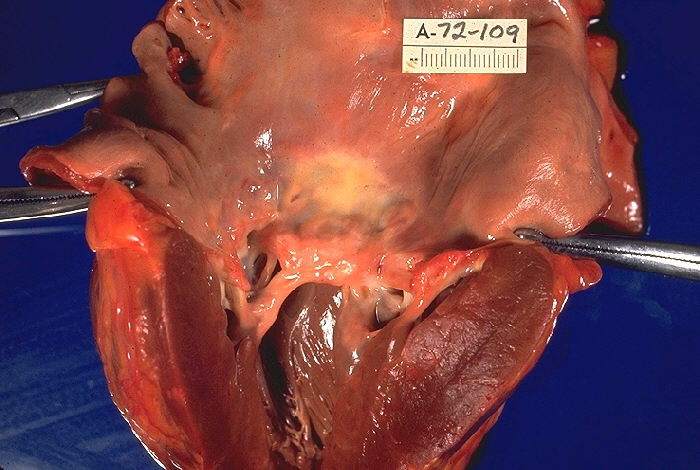
Corazón humano con el ventrículo izquierdo abierto. Se ve el daño estructural por engrosamiento de la válvula mitral y la hipertrofia a consecuencia de la fiebre reumática.

No existen pruebas diagnósticas únicas que puedan diagnosticar con certeza la fiebre reumática, pero es necesario hacer todos los esfuerzos en este sentido, porque se encuentra claramente asociada con este tipo de corea. Para lograrlo, se utiliza una lista de síntomas y signos denominada "Criterio de Jones". La lista se conforma de la siguiente manera:
Criterios mayores
1. Carditis: Todas las capas del tejido cardíaco se encuentran inflamadas (pericardio, epicardio, miocardio y endocardio. El paciente presenta murmullos cardíacos, regurgitación mitral e insuficiencia aórtica.
2. Poliartritis: Este tipo de artritis migratoria afecta típicamente a las articulaciones del codo, rodillas, tobillos y muñecas. Es muy dolorosa, pero responde bien a los antiinflamatorios.
3. Corea: Los síntomas coreicos se hallan bien establecidos.
4. Eritema: Erupción sin prurito que afecta el tronco y la parte proximal de las extremidades y se irradia hacia la cara. Tiene bordes bien definidos y normalmente migra de las áreas centrales a la periferia.
5. Nódulos subcutáneos: Firmes e indoloros, se ubican sobre huesos o tendones.

Criterios menores
1. Fiebre.[1]
2. Artralgia.
3. Fiebre reumática o cardiopatías reumáticas previas.
4. Reacciones de fase aguda: leucocitosis, eritro elevada, dramático aumento de la proteína C-reactiva.
5. Intervalo P-R anormalmente prolongado en el electrocardiograma (la pausa entre la contracción de las aurículas y la de los ventrículos es demasiado larga).

Evidencia de infección por estreptococos
1. Cualquiera de los criterios diagnósticos explicados en el apartado anterior.
2. Escarlatina reciente.

Para confirmar el diagnóstico de fiebre reumática, el paciente debe dar positivos:
- Dos de los criterios mayores y mostrar evidencia de estreptococos recientes; o bien
- Un criterio mayor y uno menor, mostrando evidencia de estreptococos recientes.

A pesar de todo, algunos pacientes pueden ser diagnosticados con fiebre reumática sin cumplir los Criterios de Jones. Estos son:
- Algunos coreicos de Sydenham, cuando otras posibles causas de corea han sido descartadas, o
- Pacientes con carditis de aparición tardía o sintomatología insidiosa sin otra causa comprobable que la fiebre reumática.[2]

### Diagnóstico de corea de Sydenham
Por lo tanto, el diagnóstico correcto de esta enfermedad se basa en la presencia de la infección por cocos y la fiebre reumática, todo ello acompañado de la evaluación de otros signos y síntomas característicos, así como un estudio completo de la historia clínica del individuo.
Existen pruebas específicas para la corea de Sydenham:
- Se le solicita al paciente que saque la lengua. Si la lengua, en vez de permanecer fuera de la boca, entra y sale rápidamente como la de las serpientes, es signo claro de corea.[2][6]
- Otro síntoma típico es el "signo del ordeñador". Se le ordena al paciente que tome las manos del examinador y que ejerza presión constante. Si no es capaz de hacerlo, y en lugar de ello las manos se abren y cierran como si estuviese ordeñando una vaca, se considera positivo.[2]
- Se le pedirá que extienda el brazo frente a él con la palma hacia adelante, como un policía detiene el tránsito. Si hay corea, será extremadamente visible en esa posición.[6]
- Se buscarán signos de atetosis, rigidez o temblores.
- Se analizará la marcha del paciente. Al pedirle que camine, el coreico cambiará bruscamente la posición del tronco y ladeará la cabeza a cada paso. El movimiento de las piernas será lento, torpe y trabajoso, a causa de las contracciones y posturas involuntarias que se superponen a los movimientos que él inicia conscientemente para desplazarse. Las piernas se detienen brevemente en el aire a cada paso (por culpa de una contracción involuntaria a mitad del movimiento), confiriendo a la marcha coreoatetósica una extraña y distintiva cualidad "danzante".[6]

Los estudios definitorios —como se ha explicado— son los diagnósticos por imágenes, ya que ciertas estructuras basales se encuentran inflamadas o agrandadas. Complementariamente, el electroencefalograma del coreico es anormal, mostrando una lentitud anormal y una irregularidad en las ondas cerebrales.
Alcanzado un diagnóstico positivo para la corea de Sydenham, es necesario llevar a cabo una evaluación cardíaca completa, ya que es altamente probable que la fiebre reumática anterior haya dejado secuelas. Se estudiarán los ruidos cardíacos y pulmonares y el flujo sanguíneo a través de las válvulas. Una placa radiográfica buscará cardiomegalia, una hipertrofia cardíaca muy común en las carditis reumáticas. Mediante un ecocardiograma se verificarán posibles alteraciones estructurales a consecuencia del reumatismo.

## Diagnóstico diferencial
El diagnóstico diferencial debe descartar las coreas asociadas con el lupus eritematoso sistémico y aquellas subsiguientes a infecciones no relacionadas con el estreptococo, particularmente las virales.
Deberá verificarse la existencia de antecedentes familiares para diferenciar el cuadro de la corea hereditaria, así como definir otras causas probables: exposición a diferentes toxinas, efectos medicamentosos no deseados, lesiones cerebrales, etc.
Se incluyen a continuación otros tipos de patologías capaces de producir coreas, junto con los rasgos que las diferencian del Sydenham:
- Corea de Huntington: es hereditaria autosómica dominante, se asocia con síntomas psiquiátricos y demencia progresiva, presenta atrofia del núcleo caudado y anormalidades en el cromosoma 4.

- Lupus eritematoso sistémico: No presenta agrandamiento de ganglios basales ni infección estreptocócica.

- Sida: Es reactiva a los anticuerpos para el VIH.

- Hipertiroidismo: Valores anormales de las hormonas tiroideas.

- Corea tóxica: Sigue a la administración de levodopa, estimulantes, antidepresivos, neurolépticos o estrógenos. En los niños, la fenotiacina u otros tranquilizantes pueden generar síntomas similares a la corea, conduciendo con frecuencia a errores diagnósticos.[13]

- ACV: Evidencia de hemorragia cerebral.

- Enfermedad de Wilson: Mal degenerativo del tejido hepático que lleva a la insuficiencia, anormalidades en el metabolismo del cobre, distonía y disartria. Es autosómica recesiva.

- Neuroacantocitosis: Además de la corea, conlleva deformidades en los eritrocitos.

- Atrofia dentatorrubral-pálidoluisiana: Ataca a la población japonesa. Junto a la corea produce ataxia, epilepsia y demencia.

## Tratamiento

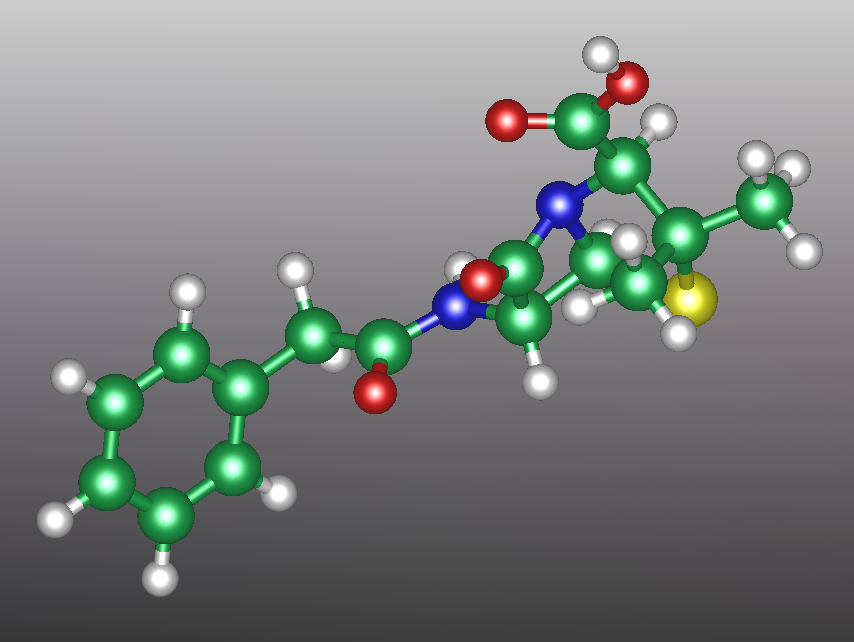
La penicilina, eficaz para el tratamiento y prevención de la enfermedad.

### Para el estreptococo
Dado que el S. pyogenes es sumamente sensible a la penicilina, se impone el tratamiento temprano con este fármaco.
La administración del antibiótico será oral o intramuscular, y se hará simultáneamente con una restricción total de las actividades normales del niño. La dificultad del diagnóstico del estreptococo es tan grande, que se recomienda administrar penicilina a todos los pacientes en los que se sospeche la fiebre reumática.

### Para la poliartritis
Si la artritis es severa, se medicará con codeína o salicilatos como la aspirina, u otros antiinflamatorios no esteroides. Sin embargo, la administración demasiado temprana de salicilatos puede complicar el diagnóstico, ya que puede evitar la aparición del clásico síntoma artrítico migratorio. Por este motivo debe postergarse todo lo posible la terapia antiinflamatoria. Como nota accesoria, debe saberse que la administración de altas dosis de aspirina u otros salicilatos en niños pequeños puede causar síndrome de Reye, de pronóstico fatal.
La terapia salicílica debe ser estrechamente controlada, porque puede afectar a la sangre o al hígado. La respuesta de estos tejidos a los salicilatos se monitoreará debidamente mediante análisis de sangre y orina para detectar posibles efectos tóxicos.

### Para la carditis
Aquellos pacientes que muestran insuficiencia cardíaca o inflamación del corazón, necesitan recibir corticosteroide como la prednisona. Se intentará evitar los numerosos efectos indeseables de esta terapia limitándola en duración y dosis todo lo que sea posible. Es perjudicial suspender abruptamnte la terapia esteroide; se requiere ir reduciendo las dosis gradualmente, compensando su ausencia con un incremento de las de salicilatos. La administración de aspirina deberá continuar por 2 a 4 semanas después de suspendidos los esteroides.
Los pacientes cardíacos pueden requerir también diuréticos para eliminar el exceso de fluidos, medicación para fortalecer la contracción cardíaca (glicósidos como el digital) y reposo si es necesario.
En algunos pocos casos será adecuado practicar cirugía o valvuloplastía, destinadas a corregir daños estructurales en las válvulas.

### Para la corea
Si la corea no está causando incapacidades funcionales significativas, se recomienda no proceder a terapias bloqueadoras de neurotransmisores. Debe recordarse que la mayoría de los pacientes de Sydenham ven resolverse sus síntomas en forma espontánea.
Si las contracciones espasmódicas son tan intensas que el paciente corre el riesgo de causarse daños o traumatismos, debe recurrirse a los antagonistas de la dopamina, entre ellos antipsicóticos como el haloperidol o la pimocida. Estos fármaco tienen efectos potencialmente adversos, como el desarrollo de diskinesias tardías.
Algunos pacientes reaccionan favorablemente a los anticonvulsivos como el valproato de sodio. La pimocida se reserva para los casos que no responden al valproato, o a las formas sereveras de corea (la corea paralítica). Si el valproato y la pimocida fallan, se intentarán tratamientos inmunomoduladores, inmunoglobulina G IV o plasmaféresis.

## Profilaxis

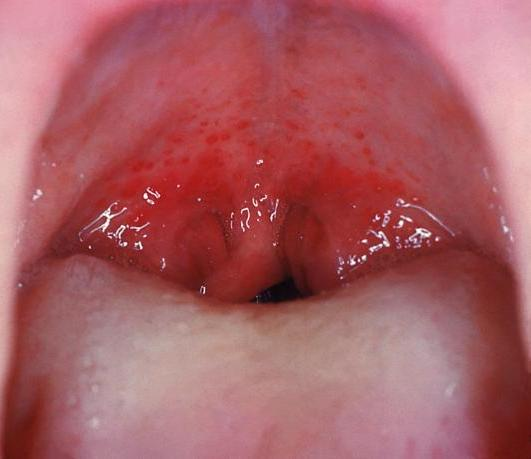
Garganta de un niño con faringitis por Streptococcus pyogenes.

### Profilaxis primaria
Los antibióticos en niños con esta infección orofaríngea son muy efectivos. Se trata de una profilaxis primaria, que, si se aplica dentro de la primera semana de la inflamación, ayuda a evitar el ataque inicial de la fiebre reumática aguda.

### Profilaxis secundaria
Los pacientes de fiebre reumática o corea de Sydenham deben recibir terapia secundaria para evitar la recurrencia de la enfermedad, como por ejemplo penicilina inyectable, oral cada 21 días, o terapia oral diaria con el quimioterápico sulfadiazina o el antibiótico eritromicina. La terapia proseguirá de por vida o al menos por algunos años (hasta que el niño alcance la adultez).

## Pronóstico
La mayoría de los niños con corea de Sydenham se recuperan en forma completa. Un pequeño porcentaje puede sufrir discapacidad permanente si la corea no responde al tratamiento y persiste.
La duración de la sintomatología más grave suele ser de entre 3 y 6 semanas, pero algunos niños la arrastran durante meses.

## Complicaciones
Como queda dicho, la mayor parte de las complicaciones afectan al corazón, habitualmente bajo la forma de endocarditis reumática o daños valvulares. Sin embargo, se han observado asociaciones entre la tríada estreptocosis-fiebre reumática-corea de Sydenham y patologías neurológicas como tics, trastorno obsesivo-compulsivo, síndrome de déficit de atención o autismo.

## Investigación
A partir de 2007 se están llevando a cabo investigaciones destinadas a demostrar los mecanismos íntimos de acción de este conjunto de enfermedades, a saber, cómo el estreptococo desencadena el reumatismo, éste la corea, y cómo la corea puede conducir a los otros trastornos indicados.
Adicionalmente, se realizan estudios para descubrir las interacciones entre factores ambientales, genéticos y del desarrollo, que pueden determinar la vulnerabilidad de ciertos niños ante la bacteria o definir la inmunidad de otros. Se sospecha que los pacientes que desarrollan fiebres y corea a partir de una faringitis poseen un conjunto anormal de características moleculares, se trata de identificarlas mediante diversos ensayos.